# Arnold Böcklin (police de caractères)
Pour les articles homonymes, voir Arnold Böcklin et Arabia.
Arnold Böcklin ou Arnold Boecklin, ou plus simplement Böcklin, est une police de caractères de style Art nouveau, créée en 1904 par Otto Weisert, qui l'a ainsi nommée en mémoire du peintre symboliste suisse, Arnold Böcklin, mort en 1901. Elle se caractérise par des formes arrondies et des fioritures rappelant les vrilles des fleurs.
Cette police a retrouvé une certaine popularité dans les années 1960 et 1970, avec le regain d'intérêt qu'a globalement connu l'Art nouveau dans le design. On peut ainsi percevoir son influence dans le travail de l'illustrateur Roger Dean.
Plus récemment, le stuckiste Paul Harvey a également utilisé cette police dans ses œuvres.
Cette police a été intégrée dans le logiciel de dessin CorelDraw, sous le nom Arabia, si bien qu'elle a pu être associée au thème du Moyen-Orient et utilisée de cette manière dans divers contextes, depuis le restaurant de kebab jusqu'au magasin colonial, bien qu'elle ne partage en fait qu'assez peu de points communs avec la véritable calligraphie de l'arabe.
Les droits d'auteur sur cette police sont détenus par Linotype, qui est également propriétaire de la marque « Arnold Boecklin »[réf. souhaitée].